# Perdita lepachidis
Perdita lepachidis är en biart som beskrevs av Cockerell 1896. Perdita lepachidis ingår i släktet Perdita och familjen grävbin. Inga underarter finns listade i Catalogue of Life.